# Elide (nome)
Elide  è un nome proprio di persona italiano femminile.

## Varianti
- Femminili: Elida[1], Elidia[1][2], Ellide, Ellida[3]
- Maschili: Elido[1][2], Elidio[1]

## Origine e diffusione
L'origine non è del tutto certa; probabilmente è un nome etnico, riferito all'Elide, una regione della Grecia occidentale; il suo nome (in greco antico Ἦλις, Ēlis), significa "terra bassa" o "terra cava", oppure deriva dal nome di Elios, mitologico figlio di Poseidone.
Il nome è più frequente in Italia settentrionale e centrale.

## Onomastico
Si tratta di un nome adespota, cioè che non è portato da alcun santo. L'onomastico si festeggia quindi il 1º novembre, giorno di Ognissanti.

## Persone
- Elide Casali, storica della letteratura italiana
- Elide Melli, attrice e produttrice cinematografica italiana
- Marina Elide Punturieri, nome di battesimo di Marina Ripa di Meana, personaggio televisivo, scrittrice e stilista italiana
- Elide Suligoj, cantautrice italiana

### Varianti maschili
- Elidio De Paoli, politico italiano
- Elido Fazi, editore e scrittore italiano